# Metacrinus wyvilli
Metacrinus wyvilli är en sjöliljeart som beskrevs av Carpenter 1884. Metacrinus wyvilli ingår i släktet Metacrinus och familjen Pentacrinitidae. Inga underarter finns listade i Catalogue of Life.